# Chuandongocoelurus
 Chuandongocoelurus  ist eine Gattung kleiner theropoder Dinosaurier aus der Gruppe der Tetanurae. Einzige Art ist Chuandongocoelurus primitivus. Diese Gattung basiert auf einem fragmentarischen Skelett, welches in den Schichten der mitteljurassischen Dashanpu-Formation (Bathonium bis Callovium) in Sichuan (China) entdeckt wurde. An den Fossilien konnten keine einzigartigen Merkmale (Autapomorphien) ausgemacht werden, welche jedoch zur Abgrenzung dieser Gattung von anderen Gattungen unerlässlich sind und weshalb Chuandongocoelurus heute als Nomen dubium geführt wird.
Der Name Chuandongocoelurus (Chuandong, gr. koilos – „hohl“, oura – „Schwanz“) bedeutet so viel wie „Hohlschwanz aus Chuandong“. Der Name weist auf den Fundort Chuandong in der chinesischen Provinz Sichuan sowie auf die Coelurosauria („Hohlschwänze“), welchen dieser Dinosaurier anfangs zugeschrieben wurde.

## Beschreibung und Fund
Die gefundenen Fossilien sind verglichen mit denen anderer Theropoden sehr klein, so wird das Körpergewicht dieses Individuums auf lediglich 13–14 Kilogramm geschätzt. Der Oberschenkelknochen (Femur) misst lediglich 20,5 Zentimeter Länge. Noch nicht verschmolzene Rückenwirbelsuturen zeigen, dass es sich um ein noch nicht ausgewachsenes Tier handelte. Wenn man den Oberschenkelknochen von Elaphrosaurus zum Skalieren benutzt, kann man die Länge des Holotyps auf 2,4 m schätzen. Das Skelett zeigt eine interessante Kombination aus abgeleiteten (Synapomorphien der Tetanurae) und basalen Merkmalen.
Das Skelett (Holotyp, Exemplarnummer CCG 20010) besteht unter anderem aus einigen Hals- (unter anderem Dritter Halswirbel (61 mm) und Zehnter Halswirbel (69 mm)), Rücken- und Schwanzwirbeln (60 mm), ein unvollständiges Schulterblatt (Scapula) (288 mm lang), unvollständige Beckenknochen (Darmbein (Ilium), Schambein (Pubis) und Sitzbein (Ischium)), Beinknochen (Oberschenkelknochen (Femur), Schienbein (Tibia) (231 mm lang), Wadenbein (Fibula)) und Fußknochen (darunter Sprungbein (Astragalus) und Fersenbein (Calcaneum) sowie Zehenknochen und Fingerknochen). Schädelknochen sind keine bekannt.
He Xinlu hat ein viel größeres Individuum beschrieben (CCG 20011; bekannt durch Wirbel), aber dieses zeigt wenige Gemeinsamkeiten mit dem Holotyp, und scheint eher mit Elaphrosaurus verwandt zu sein.

## Klassifikation
Es gibt Autoren, die glauben, dass Chuandongocoelurus primtivus ein Ornithopode war, aber das ist sehr unwahrscheinlich, denn die Form des Schienbeines zeigt wenige Gemeinsamkeiten mit der von Ornithopoden. Die Form des Darmbeins weist ebenfalls eher auf ein Mitglied der Tetanurae hin. Jedoch ist die Form des Oberschenkelkopfes untypisch für Mitglieder der Tetanurae. Chuandongocoelurus primtivus hat ebenfalls eine Kammform, von der man glaubt, dass sie nicht zu Mitgliedern der Gruppe Tetanurae gehört (Holtz 2000), aber im Jahre 2010, haben Zhao et al. Beweise gefunden, dass Monolophosaurus eine ähnliche Kammform hatte. Im selben Jahr haben Benson et al. dieses Tier als Schwestergattung von Monolophosaurus klassifiziert. He Xinlu hat diesen Theropoden als Verwandten von Coelurus klassifiziert. Holtz (1994) klassifizierte ihn als Verwandten von Elaphrosaurus, beide hat er als Abelisauriden klassifiziert.